# Nieuw Verlaat (métro de Rotterdam)
Nieuw Verlaat est une station de la ligne B du métro de Rotterdam. Elle est située dans la partie ouest du quartier Zevenkamp (nl) au sein de l'arrondissement Prins Alexander à Rotterdam aux Pays-Bas.
Elle est mise en service en 1984.

## Situation sur le réseau

Plan du métro.

Établie en surface, Nieuw Verlaat, est une station de passage de la ligne B du métro de Rotterdam, elle est située entre la station Ambachtsland, en direction du terminus nord Nesselande, et la station Hesseplaats, en direction du terminus sud-ouest Hoek van Holland-Haven,.

## Histoire
La station Nieuw Verlaat est mise en service le 19 avril 1984, lors de l'ouverture à l'exploitation de la deuxième ligne du métro de Rotterdam, de Graskruid à De Tochten. La ligne était alors dénommée la ligne Est-Ouest (nl) (Oost-Westlijn).
La station a entièrement été modernisée en 2005 et a obtenu la nouvelle identité graphique qui est aujourd'hui visible sur toutes les stations de métro du RET.

## Services aux voyageurs

### Accès et accueil
La station dispose d'automates pour la recharge ou l'achat de titres de transport, elle est accessible aux personnes à la mobilité réduite. Elle dispose d'un accès pour chaque quais, la traversée des voies s'effectue par le passage à niveau à proximité.

### Desserte

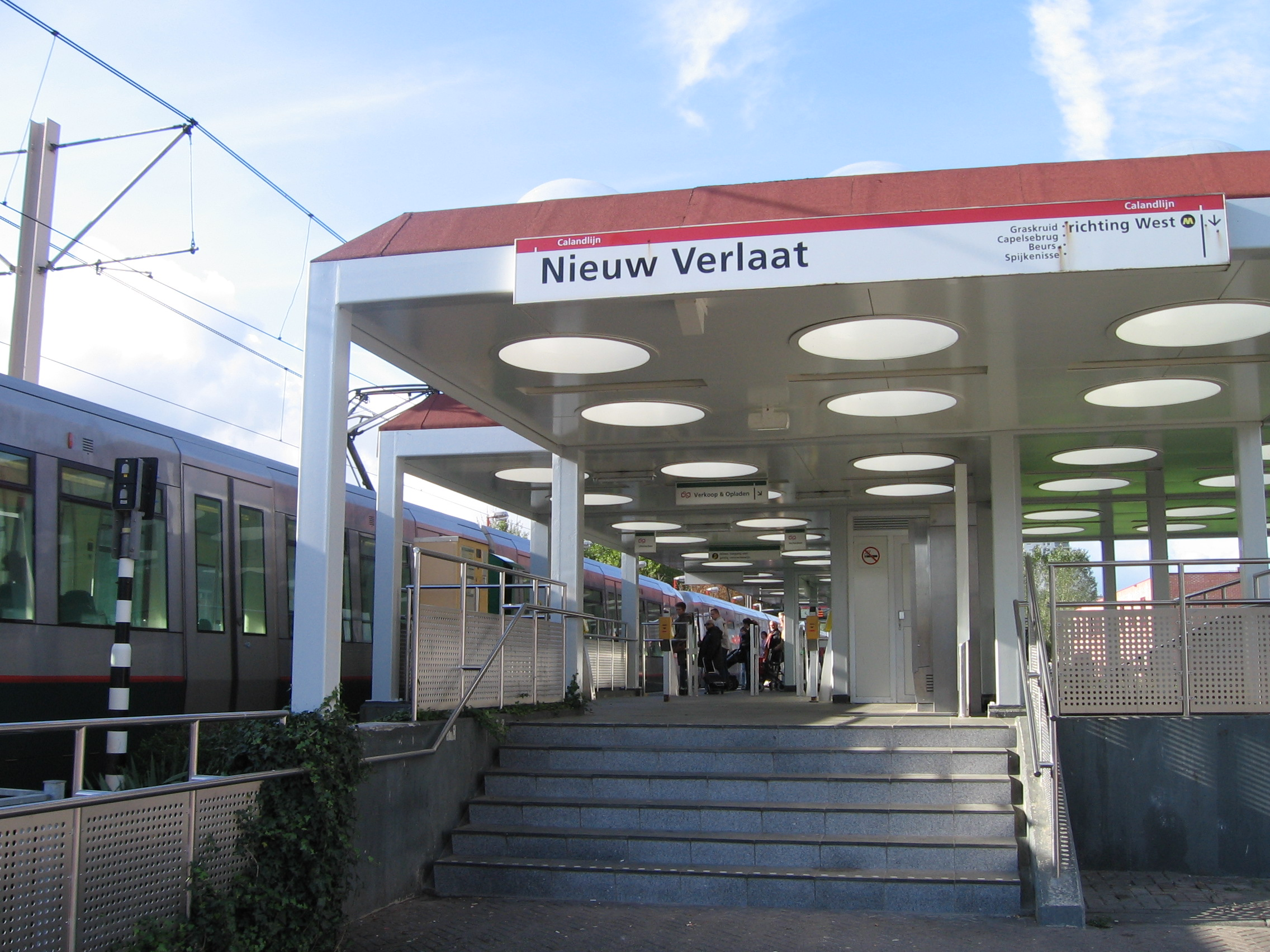
Desserte de la station.

Elle est desservie par les rames qui circulent sur la ligne B.

### Intermodalité
Des parkings pour les véhicules sont situés de chaque côté de la station.